# Tofsvipa

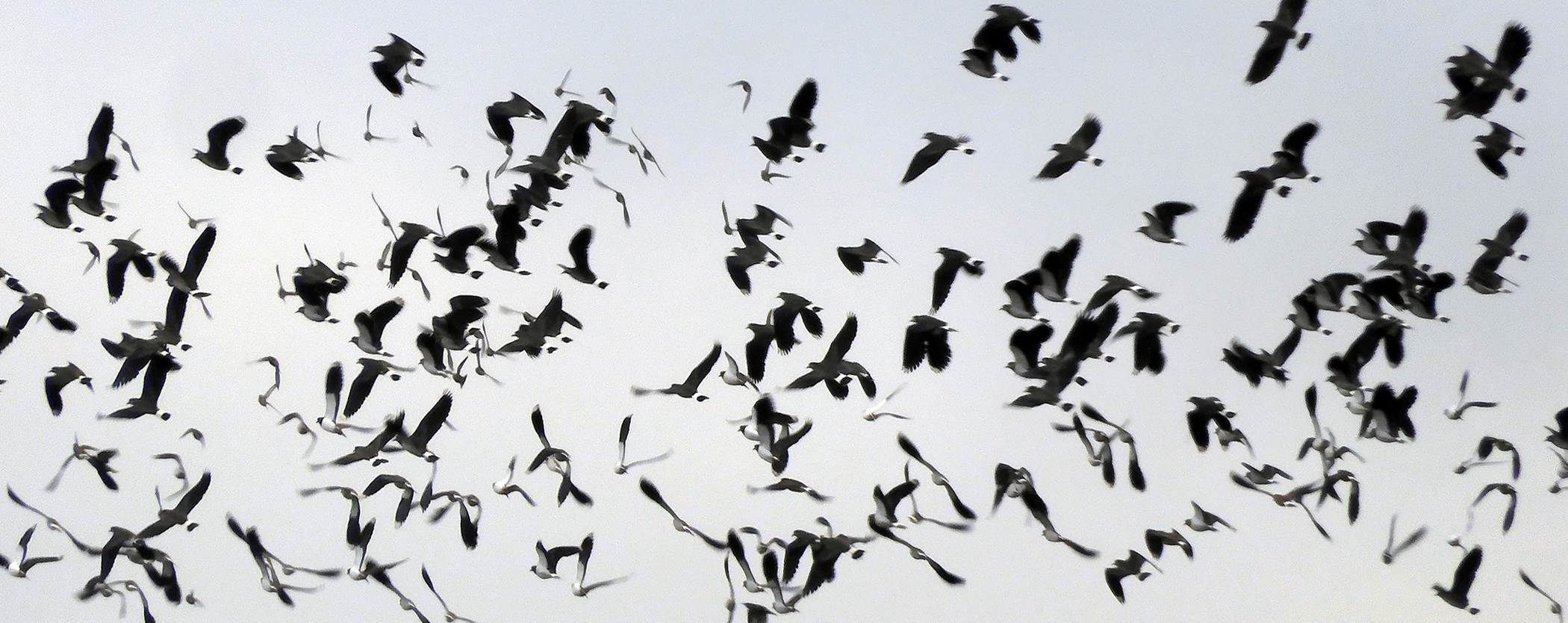
En flock Tofsvipor flyger förbi.

Tofsvipa (Vanellus vanellus) är en vadarfågel som tillhör familjen pipare och häckar över stora delar av tempererade Eurasien. Merparten är flyttfåglar som övervintrar så långt söderut som norra Afrika, norra Indien, Pakistan och sydöstra Kina. Den flyttar främst dagtid och ofta i stora flockar. Häckningspopulationen i låglandsområden i västligaste Europa är stannfåglar.
Denna vadare häckar på översvämningsmark, sjönära jordbruksmark och andra fuktiga habitat med låg vegetation. Den lägger vanligtvis fyra ägg i en uppskrapad grop direkt på marken. Ungarna är självständiga nästan direkt efter att de kläcks, även om de övervakas av föräldrarna, och blir flygga efter 35–40 dagar. Efter häckningen bildar tofsviporna stora flockar som håller ihop under höst och vinter och uppehåller sig då i liknande habitat som under häckningen, som jordbruksbygd och gyttjestränder. Den livnär sig av ryggradslösa djur, som insekter, sniglar och maskar.
Tofsvipan har ett mycket stort utbredningsområde och en mycket stor global population som dock minskat så pass kraftigt på kort tid att IUCN kategoriserar arten som nära hotad.

## Utseende och läte
Tofsvipan är en stor vadare, med kontrastrik teckning i svart och vitt och en tydligt spretande tofs i nacken. Benen är ganska långa. Tofsvipan är ungefär lika stor som en duva men har längre ben. Den är 28–31 cm lång, med ett vingspann på 67–72 cm. Könen är lika och även fåglar i juvenil dräkt har en liknande fjäderdräkt. 

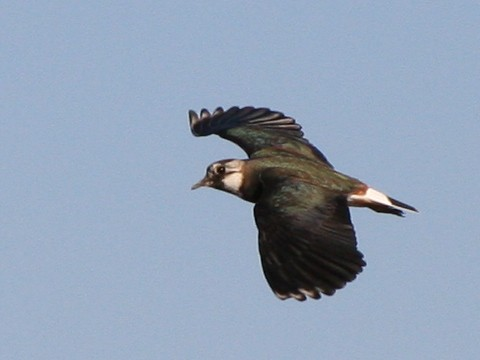
Flygande tofsvipa med sina karakteristiska "fyrkantiga" vingar.

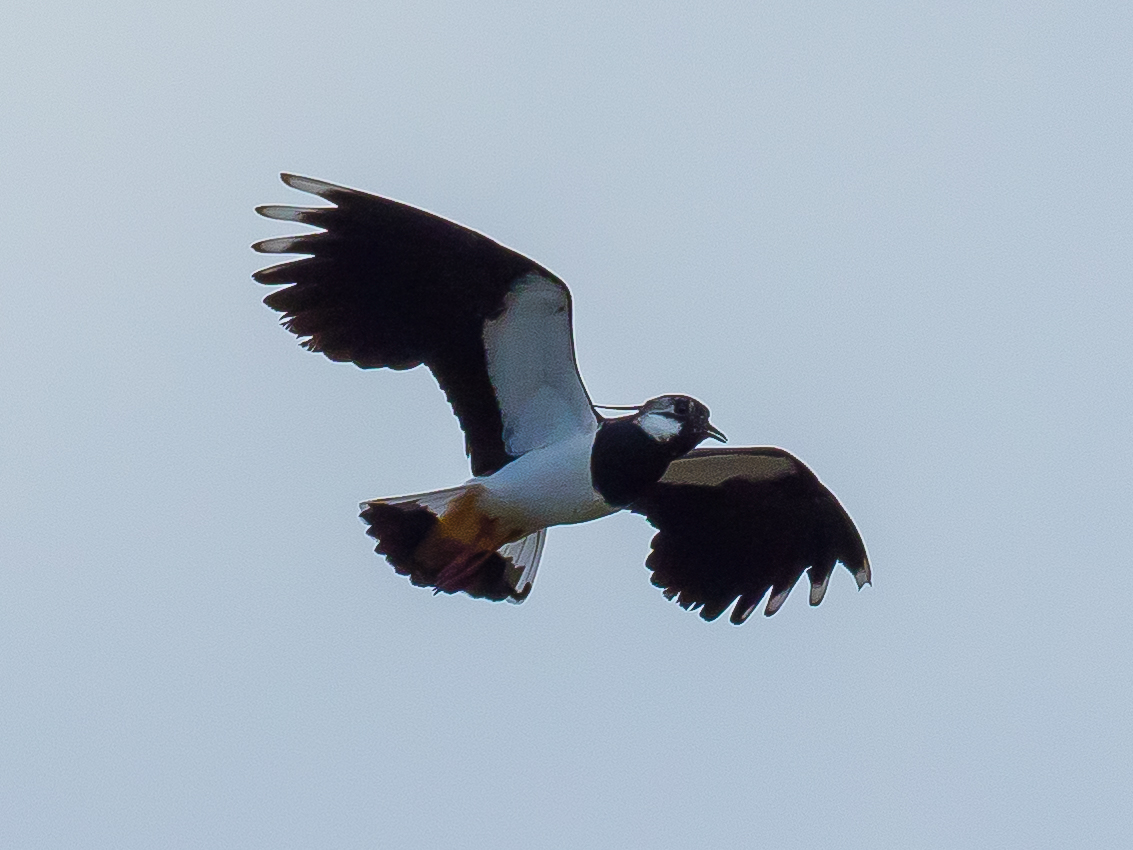
Flygande tofsvipa sedd underifrån.

Buken och kroppssidor är vita, vingarna svarta på ovansidan men skiftar liksom ryggen i blågrönt. Halsen är svart runt om, liksom näbben, strupen, hjässan och tofsen, medan huvudets sidor är vita. Honan har kortare tofs och är ljusare vid näbbens rot och på strupen, och har alltså ett mindre kontrastrikt utseende. Närmast kroppen har vingen ett tydligt, brett vitt band, som är mycket synligt i flykten. Undergumpen är roströd.

Båda könen får i vinterdräkt (juli-februari) ljus strupe och en gulbrun ansiktsfärg.
De är sällan stilla utan flaxar hit och dit med en typisk fladdrig och svajig flykt.

### Läte
Under våren ser man viphanarna flyga fram och tillbaka i kastande akrobatisk flykt, under vilken de låter höra spellätet, ett gnälligt diuvitt-vit-vitt-diuuvitt. På nära håll hörs även ett trummande läte från vingarna. Varningslätet är ett ständigt upprepat klagande vä-hi, som hörs när ungarna kläckts.

## Systematik och utbredning

### Systematik
Tofsvipan var en av de arter som Carl von Linné beskrev i den tionde upplagan av sin Systema Naturae från 1758. Han placerade den i gruppen vadare under det vetenskapliga namnet Tringa Vanellus. Släktet Vanellus upprättades 1760 av den franske zoologen Mathurin Jacques Brisson. Vanellus är medeltidslatin för "tofsvipa" och diminutivform för latinets vanus, som ungefär betyder "fläkt". Släktets systematik är omtvistad och flera förslag om att det borde delas upp förekommer. Resultat från genetiska studier tyder på att tofsvipan står närmast de sydamerikanska arterna sydamerikansk vipa (V. chilensis) och andinsk vipa (V. resplendens). Tofsvipan delas inte upp i några underarter.

### Utbredning
Tofsvipan häckar i Europa, Marocko och Asien så långt österut som till Kina. Merparten av all världens tofsvipor, det vill säga populationerna i norra och östra Europa, och i Asien är flyttfåglar. De Skandinaviska och nordeuropeiska populationerna flyttar till Frankrike, Iberiska halvön, länderna i Medelhavsregionen och norra Afrika men även Madeira och Kanarieöarna. Stora delar av Asiens populationer flyttar till Mellanöstern, södra Centralasien och sydöstra Kina.

### Förekomst i Sverige
Som en av de tidigaste flyttfåglarna kommer tofsvipan på vårvintern till Sverige, från vinterkvarteren i Syd- och Mellaneuropa. Den förekommer över hela landet förutom i fjälltrakterna, även om den är ovanligare i Norrlands inland.

## Ekologi

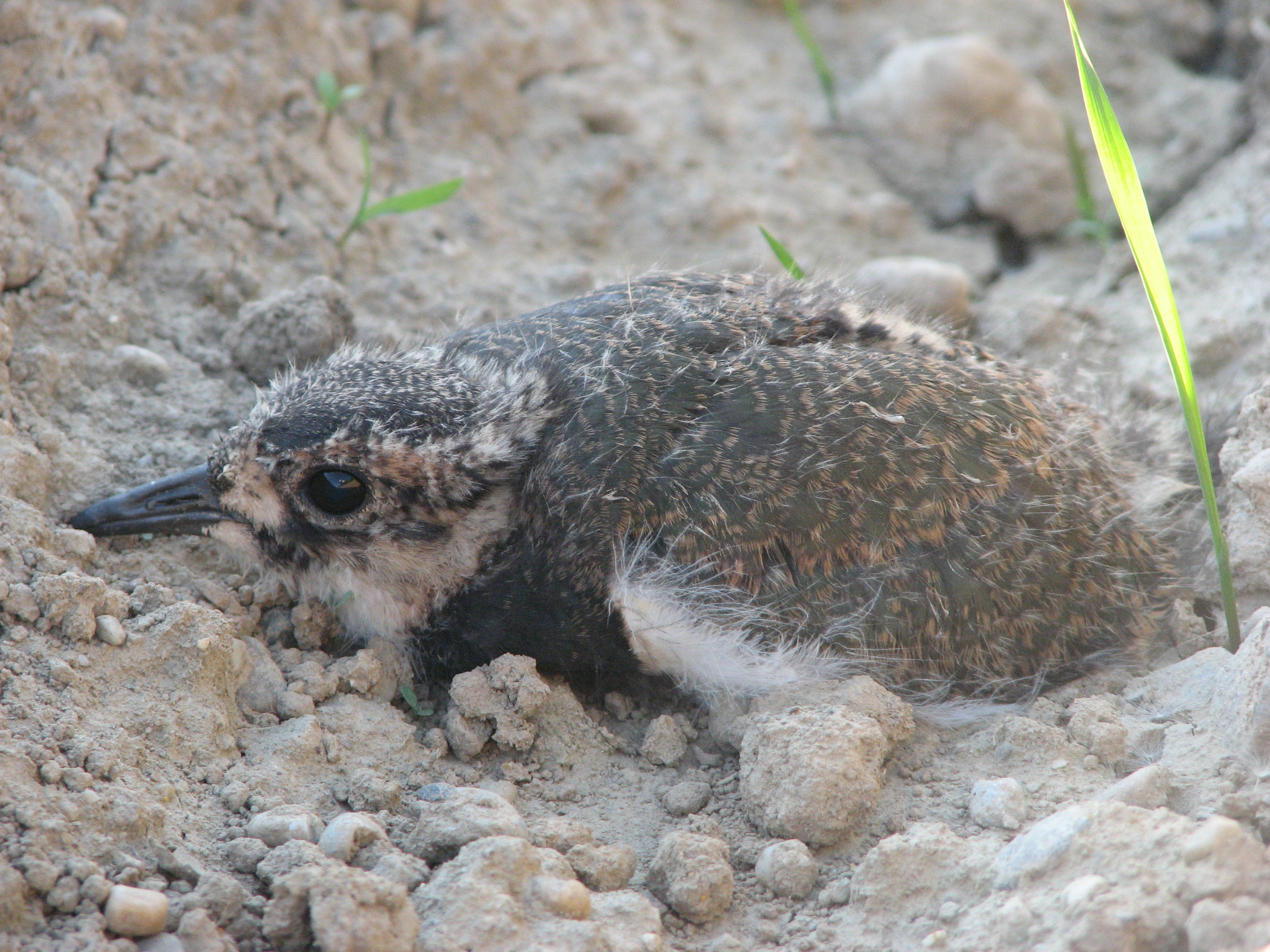
Tofsvipeunge fotograferad i Tyskland i början av maj.

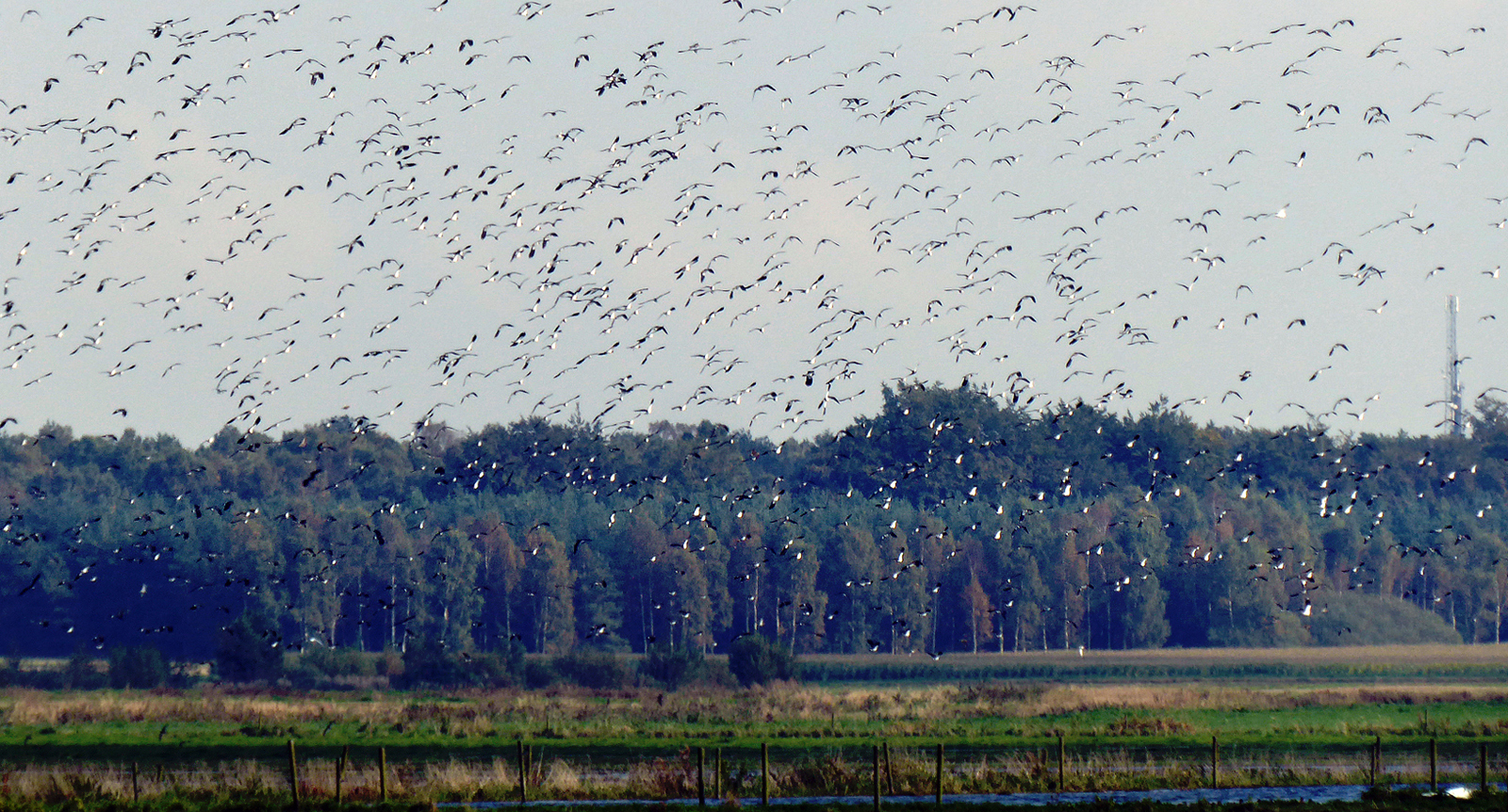
Vissa år är arten mer talrik och samlas i stora flockar efter häckningen. På bilden en del av en stor flock uppskattad till cirka 3000 individer den 24 september 2017 vid Öja mosse i Ystad.

### Habitat
Tofsvipan trivs på sankmark, översvämningsområden, strandängar och fuktig åkermark i närheten av sjöar men även längre upp på torrare områden då den födosöker på åkrar och betesfält. Vintertid förekommer den i liknande habitat. På våren är den ofta synlig på strandängar när den söker föda, men senare under häckningssäsongen blir tofsviporna mer skygga. Efter häckningsperioden bildar de stora flockar som håller samman under hösten och vintern tills de åter ska bilda par på våren. 

### Föda
Tofsvipan lever av ryggradslösa djur, främst daggmask och insekter som den lokaliserar med både syn och hörsel. För att få maskar att avslöja sig, stampar tofsvipan ibland med foten i marken för att masken ska röra sig.

### Häckning
Tofsvipan häckar vanligtvis första gången vid två års ålder. Hanen krafsar upp flera bogropar direkt på marken, varav en accepteras av honan. Honan lägger vanligtvis fyra ägg, men tre till fem förekommer, som ruvas av båda föräldrarna i 24–31 dagar. Äggen är väl kamouflerade, med oregelbundna stora bruna fläckar mot ljusbrun till ljusgrön botten. Föräldrarna försvarar boet vildsint om de störs, och störtdyker under skrik mot inkräktaren. Vanligtvis läggs bara en kull om inte första kullen misslyckas. Ungarna lämnar snabbt boet så fort de är torra och är självförsörjande från början, även om de övervakas av föräldrarna. Ungarna blir flygfärdiga efter 35–40 dagar. Det förekommer att den ena föräldern lämnar innan ungarna blivit flygfärdiga.

## Tofsvipan och människan

### Status och hot
Tofsvipan har ett mycket stort utbredningsområde och en mycket stor global population som dock minskat så pass kraftigt på kort tid att IUCN kategoriserar arten som nära hotad. Den globala populationen uppskattas till cirka 5 600 000–10 500 000 individer varav den Europeiska populationen uppskattas till 3 190 000–5 170 000 adulta individer.
Den globala utvecklingstrenden för arten är negativ. en studie från 2015 indikerade att arten minskat med 30–49% under de 27 föregående åren, det vill säga tre generationer.

#### Status i Sverige
Under 1900-talet har tofsvipans utbredningsområde i Sverige dragit sig norrut samtidigt som den har minskat i det södra häckningsområdet. Från en häckningspopulation på ungefär 120 000 par runt 1970 har den minskat till ett bestånd på cirka 50 000 par under 1990-talet,[källa behövs] på grund av de moderna jordbruksmetoderna och det minskade betet. Minskningen har sedan fortsatt, med mellan 30 och 45 procent 2002–2019. Från och med 2020 tas den därför upp på Artdatabankens rödlista, som sårbar (VU).

### Namn
Många etymologer menar att vipa kan härledas ur ord som anspelar på vipans tofs. Den kallades helt enkelt för tofsen. Dess vetenskapliga namn Vanellus vanellus kommer från det senlatinska ordet vannus som var en sorts skyffel som man använde för att skilja agnar från kornen.
Tofsvipan har ett flertal svenska dialektala namn. På olika håll i Sverige kallas tofsvipan ibland för tivitta. I Västergötland har den kallats bälghandske och på Gotland förekommer bläcka eller bläcke. Äldre förklaringar på det senare namnet är att det antingen kommer från det fornnordiska blakkr med betydelsen svartaktig eller från det fornnordiska bleka med betydelsen kalk, och därmed skulle syfta på fågelns vistelseort.
| Namn        | Trakt         | Notering                                                                | Referens |
| ----------- | ------------- | ----------------------------------------------------------------------- | -------- |
|             |               |                                                                         |          |
| Bläcka      | Gotland       | Av fornnordiska blakkr = svartaktig                                     | [ 15 ]   |
| Bälghandske | Västergötland | Fågeln sedd från sidan har en teckning som kan liknas vid en tumhandske | [ 17 ]   |
| Tivitta     | På många håll |                                                                         |          |
| Vive        | Skåne         |                                                                         | [ 18 ]   |